# Neotrichus foveatus
Neotrichus foveatus es una especie de coleóptero de la familia Zopheridae.

## Distribución geográfica
Habita en la República Democrática del Congo.